# JR東日本運輸サービス
株式会社JR東日本運輸サービス株式会社（ジェイアールひがしにほんうんゆサービス）は、東京都中央区に本社を置く、東日本旅客鉄道グループの会社。

## 沿革
- 1954年 - 国鉄が業務合理化の一環として電車清掃を外注化を決め、「鉄道整備株式会社」が電車清掃の委託業務を始め、競争原理を導入する。
- 1955年7月19日 - 『創美興業株式会社』設立。本社を国鉄神田駅近くの大手町の国鉄高架下に設置。
- 1955年8月 - 電車清掃の委託業務を開始。
- 1965年 - 『関東車輌整備株式会社』に商号変更。
- 1965年8月 - 本社を中央区日本橋兜町に移転
- 1972年4月 - 高崎鉄道管理局管内の業務を「高崎鉄道整備」に業務移管。
- 1974年6月 - 駅清掃業務を始める。
- 1977年9月6日 - 「朝日火災海上保険」から損害保険代理店の認可を受ける。
- 1980年8月 - 栃木県国分寺町の町役場、公民館、消防署、保育園等の清掃の委託業務を受託開始。
- 1992年 - 『関東車両整備株式会社』に商号変更。
- 1993年10月 - 本社を荒川区西日暮里に移転
- 1997年 - 安田火災海上保険（現：損保ジャパン）の代理店認可を受ける。
- 2005年2月 - 本社を中央区日本橋室町に移転
- 2009年4月 - 東日本鉄道整備株式会社を吸収合併し、『JR東日本運輸サービス株式会社』に商号変更。JR東日本グループの清掃整備会社の再編成にともない、在来線の車両基地業務の会社を統合した。[2]
- 2012年12月 - 東日本旅客鉄道株式会社の100%出資子会社となる。

## 事業内容
- 東日本旅客鉄道株式会社の尾久車両センターなど17箇所の車両、社屋の清掃、整備
- 東日本旅客鉄道株式会社の豊田車両センターなど10箇所の車両の構内入換
- 東日本旅客鉄道株式会社のさいたま車両センターなど8箇所の車両の検査、修繕
- 日本貨物鉄道株式会社のコンテナ検査・修繕業務（隅田川貨車区）
- ボイラー、空調機の取扱整備
- ビル管理全般
- 飲食料品等の販売
- 食堂の経営
- 損害保険代理店の業務
- 生命保険代理店の業務
- 駐車場の経営

## 事業所

### JR東日本首都圏本部エリア
- 田町事業所
- 山手事業所
- 蒲田事業所
- 池袋事業所
- 尾久事業所
  - 田端派出
- 松戸事業所
- 我孫子事業所

### JR東日本横浜支社エリア
- 中原事業所
  - 弁天橋派出
- 橋本事業所
  - 東神奈川派出
  - 磯子派出
- 大船事業所
  - 逗子派出
- 国府津事業所
  - 茅ヶ崎派出
  - 平塚派出
  - 熱海派出

### JR東日本八王子支社エリア
- 東所沢事業所
- 三鷹事業所
  - 中野派出
- 小金井事業所
- 豊田事業所
  - 拝島派出
- 甲府事業所
  - 大月派出

### JR東日本大宮支社エリア
- 浦和事業所
- 川越事業所
- 東大宮事業所
- 小山事業所
  - 宇都宮派出

## 代表取締役社長
- 大泉正一（2023.6〜）

### 歴代社長
- 白木龍夫（1955.7〜）
- 丹野肇（1960.8〜）
- 中江浚（1963.8〜）
- 渡辺忠（1968.5〜）
- 小栗克一（1977.5〜）
- 相沢壌（1983.5〜）
- 高取芳昭（1989.5〜）
- 石井康祐（1997.6〜）
- 長井忠昌（2003.6〜）
- 正司重男（2007.6〜）
- 両川光（2010.6〜）